# 超教派
超教派（ちょうきょうは、Ecumenicity; Super-denominationalism, Interdenominationalism、超教派的、Ecumenical, Super-denominational, Inter-denominational）とは、ギリシア語: Οικουμένη（オイクーメネー、「人間が居住する世界」の意）から、英語のecumenical （エキュメニカル 「全世界の，全キリスト教会の」の意）という語に由来する。エキュメニスティ Ecumenicity はエキュメニカルの名詞形である。エキュメニカルであることの資質、状態を示している。超教派 Super-denomination もしくは Super-denominationalism  であり、相互に告白し合う世界的に結ばれている状態を意味している。

## 概要
教派、超教派の語はそれぞれの立場によってニュアンスと協力範囲の相違が存在する。
エキュメニカル運動で超教派と呼ぶ場合、世界教会協議会（WCC）が意識され、プロテスタント、カトリック教会、正教会を含み、キリスト教界だけでなく、諸宗教との対話も含まれつつある。近年、ジョン・ヒックの宗教多元主義の影響を受けている。福音派の超教派は聖書信仰と福音主義に同意するプロテスタントのクリスチャンに限定される。福音主義のローザンヌ誓約は、あらゆる類のシンクレティズム（混交宗教）や異教との対話（ダイアローグ）をキリストと福音に対する冒瀆として退ける。さらに狭い範囲では聖霊派を除外した福音派のみを指して超教派と称する。日本の福音派の指導者尾山令仁は、聖書信仰に立つ福音派と聖霊派の協力を訴えた。
福音派の第5回日本伝道会議において竿代照夫は、超教派という訳語について疑問を呈し、教派が相互に協力するという意味において「協教派」と呼びたいと述べた。